# Алакозы
Алакозы (каз. Алақозы) — упразднённое село в Шалкарском районе Актюбинской области Казахстана. Входило в состав сельского округа имени Есета Котибарова. Код КАТО — 156439200. Исключено из учётных данных в 2023 г.

## Население
В 1999 году население села составляло 254 человека (131 мужчина и 123 женщины). По данным переписи 2009 года, в селе проживал 101 человек (46 мужчин и 55 женщин).